# NGC 5023
NGC 5023 (другие обозначения — UGC 8286, MCG 7-27-43, ZWG 217.17, FGC 1578, PGC 45849) — спиральная галактика (Sc) в созвездии Гончие Псы.
Этот объект входит в число перечисленных в оригинальной редакции «Нового общего каталога».